# Michał (Burdukow)
Michał, nazwisko świeckie Burdukow (ur. 1770 w Tobolsku, zm. 23 czerwca?/5 lipca 1830) – rosyjski biskup prawosławny.
W 1799 był przełożonym monasteru Ikony Matki Bożej „Znak” w Tobolsku i rektorem seminarium duchownego w tym samym mieście, z godnością archimandryty. W 1810 przeniesiony do monasteru Trójcy Świętej w Kalazinie, równocześnie uzyskując stanowisko rektora seminarium duchownego w Twerze. 10 października 1814 został wyświęcony na biskupa irkuckiego i nerczyńskiego. W 1826 otrzymał godność arcybiskupią. Jako biskup prowadził ascetyczny tryb życia, równocześnie kontynuował działalność misyjną wśród rdzennych ludów Syberii i staroobrzędowców. Zmarł cztery lata później w czasie objazdu eparchii. Pochowany w soborze Objawienia Pańskiego w Irkucku.